# 7782 Mony
7782 Mony eller 1994 CY är en asteroid i huvudbältet som upptäcktes den 7 februari 1994 av Santa Lucia Stroncone-observatoriet i Stroncone. Den är uppkallad efter Monica De Magistris.
Asteroiden har en diameter på ungefär 11 kilometer.